# Fantasía o realidad
Fantasía o realidad es el título del segundo álbum musical grabado por el cantautor español Álex Ubago. Fue lanzado al mercado por la compañía discográfica Warner Music Latina el 25 de noviembre de 2003 en España y el 24 de febrero de 2004 en los Estados Unidos. Se lanzó en dos versiones diferentes: una edición sencilla en caja normal, y una edición especial en caja de cartón que incluía unas fotos extra en España, mientras que en Latinoamérica se presentó solo en una edición en caja normal, por su parte para México se presentó un edición especial que incluye como pista extra el tema Sin miedo a nada a dueto con Amaia Montero. 
El disco se compone de 12 canciones, pasando por ritmos como la balada ("Aunque no te pueda ver", "Otro día más") o el pop ("Cuánto antes", "Dáme tu aire", "Fantasía o realidad"). El álbum contó nuevamente con la producción de Jesús N. Gómez y con la colaboración de la National Symphony Orchestra de Londres en cinco temas.
El álbum alcanzó gran popularidad en Latinoamérica gracias a la balada romántica Aunque no te pueda ver que ocupó los primeros lugares en las listas de México y Argentina países donde además fue certificado con discos de platino y oro por sus altas ventas, mientras que en España fue certificado con disco de diamante.

## Lista de canciones
Todas las canciones escritas y compuestas por Álex Ubago. 
| Fantasía o realidad |                          |              |          |  |
| N.º                 | Título                   | Escritor(es) | Duración |  |
| 1.                  | «Aunque no te pueda ver» | Álex Ubago   | 4:26     |  |
| 2.                  | «Fantasía o realidad»    | Álex Ubago   | 4:39     |  |
| 3.                  | «Dame tu aire»           | Álex Ubago   | 4:01     |  |
| 4.                  | «Prefiero»               | Álex Ubago   | 4:35     |  |
| 5.                  | «Cuanto antes»           | Álex Ubago   | 3:49     |  |
| 6.                  | «Otro día más»           | Álex Ubago   | 4:24     |  |
| 7.                  | «Allí estaré»            | Álex Ubago   | 3:48     |  |
| 8.                  | «Despertar»              | Álex Ubago   | 5:38     |  |
| 9.                  | «Lo más grande»          | Álex Ubago   | 4:13     |  |
| 10.                 | «Por tantas cosas»       | Álex Ubago   | 4:18     |  |
| 11.                 | «Salida»                 | Álex Ubago   | 4:51     |  |
| 12.                 | «No soy yo»              | Álex Ubago   | 3:49     |  |
| 58:36               |                          |              |          |  |

| Edición especial México (Bonus track) |                                              |              |          |  |
| N.º                                   | Título                                       | Escritor(es) | Duración |  |
| 13.                                   | «Sin miedo a nada» (dueto con Amaia Montero) | Álex Ubago   | 5:12     |  |

## Certificaciones
| País      | Organismo certificador | Certificación | Ventas certificadas | Ref.  |
| --------- | ---------------------- | ------------- | ------------------- | ----- |
| Argentina | CAPIF                  | Oro           | 20,000              |       |
| España    | PROMUSICAE             | Diamante      | 600,000             |       |
| México    | AMPROFON               | Platino + Oro | 90,000              | [ 2 ] |

## Créditos
- Álex Ubago - Voz, composición
- Juan Cerro - Guitarra
- Ludovico Vagnone - Guitarra
- Paolo Costa - Bajo eléctrico
- Jesús N. Gómez - Piano, órgano, percusión
- Víctor Reyes - Piano, órgano, dirección de orquesta
- Lele Melotti - Batería

Producción
- Jesús N. Gómez - Programación, remasterización, mezcla
- Regina Marfil - Coordinación de producción
- Javier Salas - Fotografía
- José Puga - Diseño gráfico